# 中美友好通商航海条约
《中美友好通商航海條約》，簡稱《中美商約》，全稱《中華民國與美利堅合眾國友好通商航海條約》（英語：Treaty of Friendship, Commerce and Navigation between the United States of America and the Republic of China），是1946年11月4日中華民國外交部部長王世與美國駐華大使司徒雷登于南京簽訂的國際條約，內容包括：中美永敦睦誼、互相平等國民待遇、互相矿产最惠国待遇、互相进出口不管制、平等税收特权、中美共管领海。

## 历史
早在二战还在进行时，美国工商界就希望借与中国结盟的良机深入中国市场。在1943年的《中美新约》中规定，两国在战争结束后6个月内进行谈判，“签订一现代广泛之友好通商航海设领之条约”。国共内战全面爆发后，国民政府为了在内战中取得美国更大的支持和援助，于同年11月4日和美国签订了本条约。
1946年11月5日，行政院批准了条约。1946年11月6日，中华民国国防最高会议批准了条约。1946年11月9日立法院表决通过该条约。美国国会于1948年6月2日有保留批准该条约。1948年11月8日美国总统杜鲁门有保留签署该条约。1948年11月30日在南京交换批准书生效。有效期五年，期满前一年如一方不提出废止，期满后继续有效。
1947年2月1日，中共中央发表声明：“对于1946年1月10日以后，由国民党政府单独成立的一切对外借款、一切丧权辱国条约及一切其他上述的协定谅解……本党在现在和将来均不承认，并决不担负任何义务。”1949年10月1日，中华人民共和国中央人民政府宣布所谓的“废除一切不平等条约”，《中美友好通商航海条约》在中国大陆遭到废止；但在台湾的中华民国政府未曾公告废止此条约。1979年，美国与中华人民共和国建交后，根据1979年4月10日公布的《与台湾关系法》第4条（丙）规定：“在一切情况下，包括在美国的各级法院提出诉讼时，国会批准美国同台湾当局所签订的并在1978年12月31日有效的一切条约和其他国际协定（包括多边公约）依然继续有效，除非和直到按照法律予以终止。”，《中美友好通商航海条约》得以继续实行，改由美国在台协会以非政府形式管理，台湾人民可以根据此条约申请美国E-1签证和E-2签证。

## 主要内容
《中美友好通商航海条约》的主要内容包括：
1. 中美永敦睦誼。
2. 平等國民待遇：兩国国民互相均有权进入对方国家领土，并允许其不受干涉地在对方国家居住、旅行及经商。只需要携带护照或身份证即可，无需申请任何旅行文件。
  - 兩国国民在对方国家均享受国民待遇，允许从事并经营政府所不禁止之商务、制造、加工、科学、教育、宗教及慈善事业，有权在当地租用土地，并享有隱私權、宗教自由等权利，以及民事、刑事、税收、金融同等待遇。
3. 平等公司待遇：两国公司享有最惠国待遇，本国公司可以从事的任何行业，另一国公司也可以从事。本项规定同时适用于一切法人及团体。
  - 两国国民和公司的权利义务完全对等，除了社保福利和兵役不一样，其他几乎全部都一样，还包括了遗产继承。
4. 矿产最惠国待遇：中、美在对方国家享有矿产资源开发优先权，此项权利以任何第三国之待遇为参考。
5. 进出口不管制：两国不允许对另一国的商品进出口给与任何限制，且享有最惠国税率。
6. 平等税收特权：美國商品在华享有与中国国产商品同等的税率、待遇。中国商品在美同樣享有与美国国产商品同等的税率、待遇；中、美国民在对方国家缴纳与国民同等的税收、费用。
7. 共管领海：两国船舶可自由进入对方国家领海和内水，并经营对方国家之国内航线。在危难时，一方船舶可以无条件进入另一方不开放或禁止进入之水域。

## 反对声浪
条约签署人之一、中华民国外交部部长王世在日记中写道“因中美经济状况不同，所谓互惠实际上仍易成为片面之惠。”
经济学家马寅初斥该条约是“不惜以全国老百姓的权益向美国交换武器杀同胞，与美国订立丧权辱国的《中美友好通商航海条约》，以压倒我民族工业，忍心害理，莫此为甚”。
中国共产党坚决反对此条约，1946年11月26日，《解放日报》发表社论《评蒋美商约》，指出《条约》是历史上“最可耻的卖国条约”、“蒋政府把中国作为美国附属国的重大标志之一”、中华民族“又一次新的国耻”。